# Santa Comba (Seia)
Santa Comba is een plaats (freguesia) in de Portugese gemeente Seia en telt 741 inwoners (2001).